# Селективный автоматический выключатель

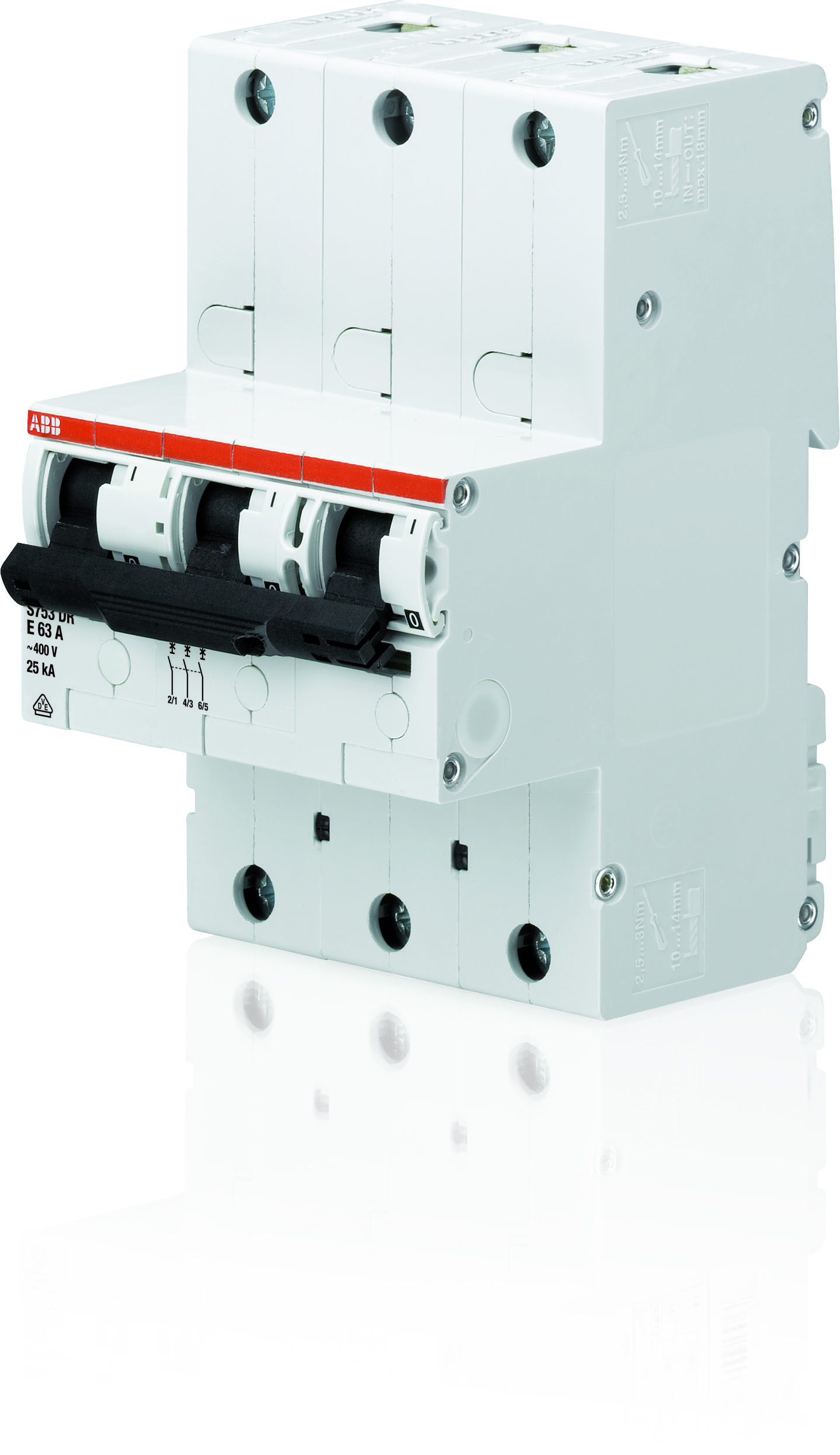
Селективный автоматический выключатель АББ S753DR E63, трехполюсной, 63 А

Селективный автоматический выключатель (англ. Selective Main Circuit Breaker) — это автоматический выключатель, имеющий в соответствии с немецким стандартом DIN VDE 0641-21 особую функцию селективности и исполняющий её независимо от напряжения сети. Это означает, что автомат не требует дополнительного питания для размыкания, замыкания контактов и для выполнения защитной функции (то есть устройство является полностью электромеханическим). Селективный автоматический выключатель обеспечивает избирательную защиту с помощью нижестоящего модульного (миниатюрного) автоматического выключателя.

## Принцип действия

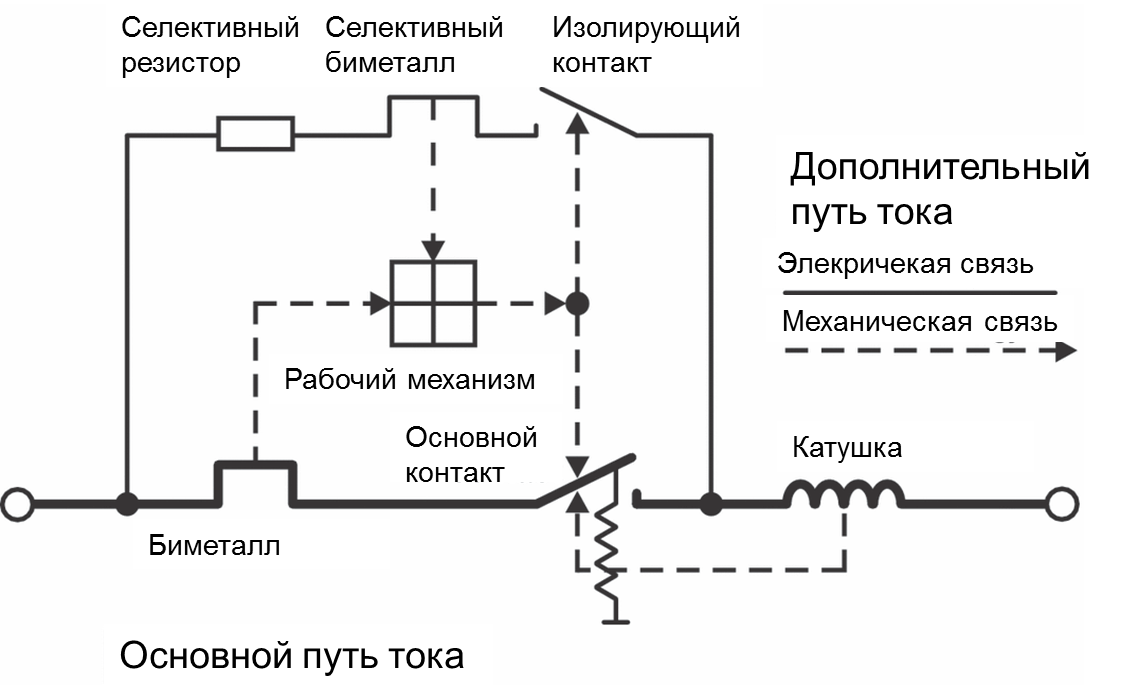
Схема внутреннего устройства селективного автоматического выключателя

Появление селективного автоматического выключателя изначально планировалось как выпуск устройства защиты, имеющего наилучшие характеристики с точки зрения выполнения функций вводного устройства защиты. Выше было отмечено, что это подразумевает обеспечение полной селективности. Это означает селективность между вводным и отходящими автоматическими выключателями во всём диапазоне токов короткого замыкания (вплоть до отключающей способности нижестоящего автомата) и при любых номинальных токах вводного автомата не меньше номинальных токов отходящего.
Такая функциональность обеспечивается конструкцией селективного автоматического выключателя (приведена на рисунке). На схеме видны два токовых пути.
Один из них основной, имеющий те же элементы, что и обычный автоматический выключатель: электромагнитную катушку (мгновенный расцепитель), биметалл (расцепитель перегрузки) и блок основных контактов. Дополнительный токовый путь также имеет контакты. Помимо этого можно отметить наличие селективного биметалла. Рассмотрим процессы, происходящие внутри селективного автоматического выключателя в случае аварии.
Представим систему, в которой в качестве вводного устройства защиты используется селективный автоматический выключатель, а в качестве нижестоящего устройства защиты — миниатюрный автоматический выключатель. Возможны два случая. Первый — авария (короткое замыкание) происходит в нагрузке (за отходящим автоматом). Второй — авария происходит между вводным и отходящим автоматами.
В первом случае в момент короткого замыкания отработают расцепители миниатюрного автоматического выключателя и основного токового пути селективного автоматического выключателя. Однако, при этом ток продолжит протекать в дополнительном токовом пути вводного автомата. Поскольку авария устранена, пружина снова замкнет блок основных контактов. Таким образом обеспечивается непрерывное протекание тока и бесперебойность питания нагрузок, то есть селективность.
Во втором случае в момент аварии также разомкнутся основные контакты селективного автоматического выключателя. Далее, поскольку авария продолжит существовать, селективный биметалл также разомкнет контакты и дополнительном токовом пути, при этом заблокировав пружину и не позволив ей замкнуть основные контакты. Таким образом, разомкнутыми остаются и основной, и дополнительный токовый пути, тем самым обеспечивая защиту от короткого замыкания.
В итоге можно отметить, что селективный автоматический выключатель и обеспечивает селективность, и защищает от токов короткого замыкания.

## Примеры
Селективные автоматические выключатели предлагаются рядом немецких производителей. Из крупнейших брендов можно выделить ABB с их серией S750DR. Линейка включает в себя автоматы от 0,5 до 63 А, существуют исполнения с характеристиками срабатывания Е и К.

## Стандарты
Для применения на территории Российской Федерации селективные автоматические выключатели должны соответствовать нижеприведенным стандартам.

### DIN VDE 0641-21
Основной стандарт, описывающий селективные автоматические выключатели. Появился в Германии в 2005 году. В данном нормативном документе приведены основные требованиям к параметрам, технические данные и описания испытаний.

### ГОСТ Р 50030.2-2010
Аналог МЭК 60947-2-2006. Предъявляет общие требования к низковольтным (до 1000 В) автоматическим выключателям.